# Distretto di Licheng (Putian)
Il distretto di Licheng (荔城区S, LìchéngP) è una contea della Cina, situata nella provincia del Fujian.